# Филиппов, Илья Сергеевич
Илья Сергеевич Филиппов (род. 26 октября 1984 год, Ростов-на-Дону) — пианист. Возглавляет краснодарский биг-бэнд Георгия Гараняна. Лауреат именной премии главы администрации (губернатора) Ростовской области «За большие достижения в области культуры, искусства, кинематографии». Награждён дипломами Лауреата II степени VI Открытого Всероссийского конкурса молодых джазовых исполнителей, Лауреата XX Международного конкурса пианистов джазовой импровизации, лауреата I премии VII Международного конкурса молодых джазовых исполнителей. Обладатель почётного звания «Заслуженный артист Кубани».

## Биография
Илья Сергеевич Филиппов родился 26 октября 1984 года в Ростове-на-Дону. Его первым педагогом была Ольга Кислицына.
Джазом начал заниматься с первого класса обучения в детской школе искусств № 1 в Ростова-на-Дону. Джазовое отделение в то время вел контрабасист Адам Терацуян.
В детстве Илья Филиппов хотел играть на барабанах, но его мама настояла на занятиях на фортепиано. Его отец был химиком, и Илья Филиппов долго не мог выбрать, чем будет заниматься — музыкой или химией.
Поступил в консерваторию им. С. В. Рахманинова. Вместе с родным братом и однокурсниками был участником группы «Exit 418», музыканты исполняли европейскую и американскую музыку. Были участниками музыкального фестиваля в городе Гечо, Испания. Среди его преподавателей в консерватории был саксофонист Евгений Соколовский, Юрий Кинус, Петр Назаретов.
В 2007 году стал выпускником отделения эстрадно-джазовой музыки Ростовской государственной консерватории им. С. В. Рахманинова. Илья Филиппов окончил аспирантуру на кафедре эстрадно джазовой музыки РГК им. С. В. Рахманинова, по классу камерного ансамбля. Среди его наставников — Адам Мартынович Терацуян.
Окончив учёбу, Илья Филиппов работал в джаз-оркестре Ростовского штаба СКВО под руководством Виктора Бударина. В это же время его пригласили работать в биг-бэнд Георгия Гараняна, которому необходим был пианист. В течение двух лет, Илья Филиппов работал там в качестве приглашенного артиста, затем сотрудничество стало постоянным.
После смерти Георгия Гараняна, концертом временно управлял второй дирижёр — Виталий Владимиров, но из-за собственного оркестра в Екатеринбурге не мог занять эту должность. Со временем генеральный директор краевого творческого объединения «Премьера» Татьяна Гатова, сообщила музыканту, что теперь он начинает руководить оркестром. Оркестр создает по несколько новых программ в год.
Управляет оркестром «Краснодарский биг-бэнд Георгия Гараняна» с 2011 года. Оркестр сотрудничал с французским композитором Мишелем Леграном, американским саксофонистом Бобом Шеппардом, американским альт-саксофонистом Бобби Уотсоном, вокалистом немецкой группы «DePhazz» Карлом Фрирсоном.
Жена Екатерина — выпускница Ростовской консерватории, дочь — Мирослава.
Илья Филиппов стал лауреатом именной премии главы администрации (губернатора) Ростовской области «За большие достижения в области культуры, искусства, кинематографии». Награждён дипломами Лауреата II степени VI Открытого Всероссийского конкурса молодых джазовых исполнителей, Лауреата XX Международного конкурса пианистов джазовой импровизации, лауреата I премии VII Международного конкурса молодых джазовых исполнителей.
В 2013 году Илья Филиппов стал обладателем премии главы муниципального образования город Краснодар молодым талантам в номинации «За высокие достижения в области культуры и искусства». Обладатель почётного звания «Заслуженный артист Кубани».